# Исаак-Виктория (линейный корабль)
«Исаак-Виктория» — парусный линейный корабль Балтийского флота Российской империи, один из двух кораблей одноимённого типа, находившийся в составе флота с 1719 по 1736 или 1739 год. Во время службы корабль использовался в качестве учебного судна на Кронштадтском рейде или в практических плаваниях эскадр флота в Финском заливе.

## Описание корабля
Парусный двухдечный линейный корабль 3 ранга, один из двух кораблей одноимённого типа, строившихся в Санкт-Петербурге с 1716 по 1720 год. Длина судна составляла от 46 метров, ширина — 12,8 метра, а осадка по сведениям из различных источников от 5,3 до 5,32 метра. Вооружение судна в разное время составляли от 64 до 66 орудий, а экипаж состоял из 470 человек.
Корабль был назван в честь победы русского флота над шведской эскадрой в Эзельском сражении, известие о которой было получено 30 мая (10 июня) 1719 года в день Святого Исаакия.

## История службы
Линейный корабль «Исаак-Виктория» был заложен на стапеле Главного адмиралтейства в Санкт-Петербурге 15 (26) июля 1716 года и после спуска на воду 30 мая (10 июня) 1719 года вошёл в состав Балтийского флота России. Строительство вёл корабельный мастер Осип Най.
В июле 1720 году находился в плавании у Красной Горки для испытаний ходовых качеств. В июне 1721 года в составе кронштадтской эскадры под флагом шаутбенахта Т. Гордона сопровождал корабль «Ингерманланд», который шёл под флагом Петра I Ревель, а затем в залив Рогервик. После чего в июле и августе того же года в составе флота выходил в практические плавания Финский залив. В сентябре 1721 года совершил плавание в Гельсингфорс в составе отряда капитан-командора Н. А. Сенявина. После заключения Ништадтского мирного договора корабль вернулся в Кронштадт. С 1722 по 1725 год в составе эскадр кораблей Балтийского флота выходил в практические в Финский залив, в том числе в кампанию 1723 года до Ревель, а в кампанию 1724 года до Красной Горки.
В кампанию 1725 года в составе флота под общим командованием генерал-адмирала графа Ф. М. Апраксина принял участие в практическом плавании в Финском заливе до острова Готланд. Во время плавания находился в авангарде флота в эскадре вице-адмирала Д. Вильстера. При проведении учебного боя находился в линии баталии, состоящей из эскадры Д. Вильстера, усиленной кораблями «Принц Евгений» и «Арондель», которая имитировала атаку неприятельских кораблей на суда русской эскадры Ф. М. Апраксина.
Летом 1726 года находился в составе эскадры на Кронштадтском рейде и в море не выходил, в кампанию этого года на корабле велись мероприятия по обучению членов экипажа.
В кампании 1727 и 1728 годов находился в готовности в Кронштадтской гавани и в море не выходил. В 1733 году с «Исаак-Виктории» был снят такелаж для передачи его на строящиеся суда, а в 1739 году он был полностью разобран (по другим данным в 1736 году).

## Командиры корабля
Командирами корабля «Исаак-Виктория» в разное время служили:
- капитан-поручик К. Фандервилен (1720 год)[12];
- капитан 3-го ранга граф А. П. Апраксин (1721, 1723 и 1724 годы)[9];
- капитан 2-го ранга П. Бенс (1725 год)[13];
- капитан 1-го ранга З. Д. Мишуков (1726 год)[14];
- капитан 2-го ранга Я. С. Барш (1728 год)[15].